# Hatsuse
Die Hatsuse (japanisch 初瀬) war das dritte der japanischen Linienschiffe, die ab 1896 in England bestellt wurden und als Shikishima-Klasse (敷島型戦艦, Shikishima-gata senkan) bezeichnet werden. Die Hatsuse ging schon 1904 im Russisch-Japanischen Krieg durch Minentreffer verloren. Wie bei der vorangehenden Fuji-Klasse überlebte das Typschiff Shikishima, wenn auch abgerüstet, sogar den Zweiten Weltkrieg.

## Baugeschichte
Als Folge des Japanisch-Chinesischen Krieges (1894–1895) und der durch russischen Druck erzwungenen Rückgabe der Halbinsel Liaodong an China begann Japan eine Aufrüstung für denkbare weitere Konflikte. Dazu gehörte auch ein 10-Jahre-Programm zur Stärkung der Marine. Dieses sah den Bau von sechs Linienschiffen und sechs Panzerkreuzern als Kern der kaiserlich japanischen Marine vor. Nach den schon vor dem Krieg mit China bestellten Schiffen der Fuji-Klasse wurden ab 1896 vier weitere Linienschiffe in Großbritannien bestellt. Die im Rahmen dieses Plans zu beschaffenden Schiffe kamen alle vor dem Russisch-Japanischen Krieg von 1904 bis 1905 in den Dienst und bildeten den Kern der japanischen Flotte.
Die Hatsuse wurde 1897 bei der Werft Armstrong Whitworth in Elswick bestellt, die auch schon die Yashima der Fuji-Klasse gebaut hatte. Der Entwurf stammte von Philip Watts und war eine verbesserte Version der 1895 bis 1898 in Dienst gekommenen Majestic-Klasse der Royal Navy, die mit einer Maximalverdrängung von 16.000 ts als die größten und modernsten Schlachtschiffe ihrer Zeit galten. Die Kiellegung des Neubaus mit der Baunummer 680 erfolgte am 10. Januar 1898. Am 27. Juni 1899 lief die Hatsuse vom Stapel.

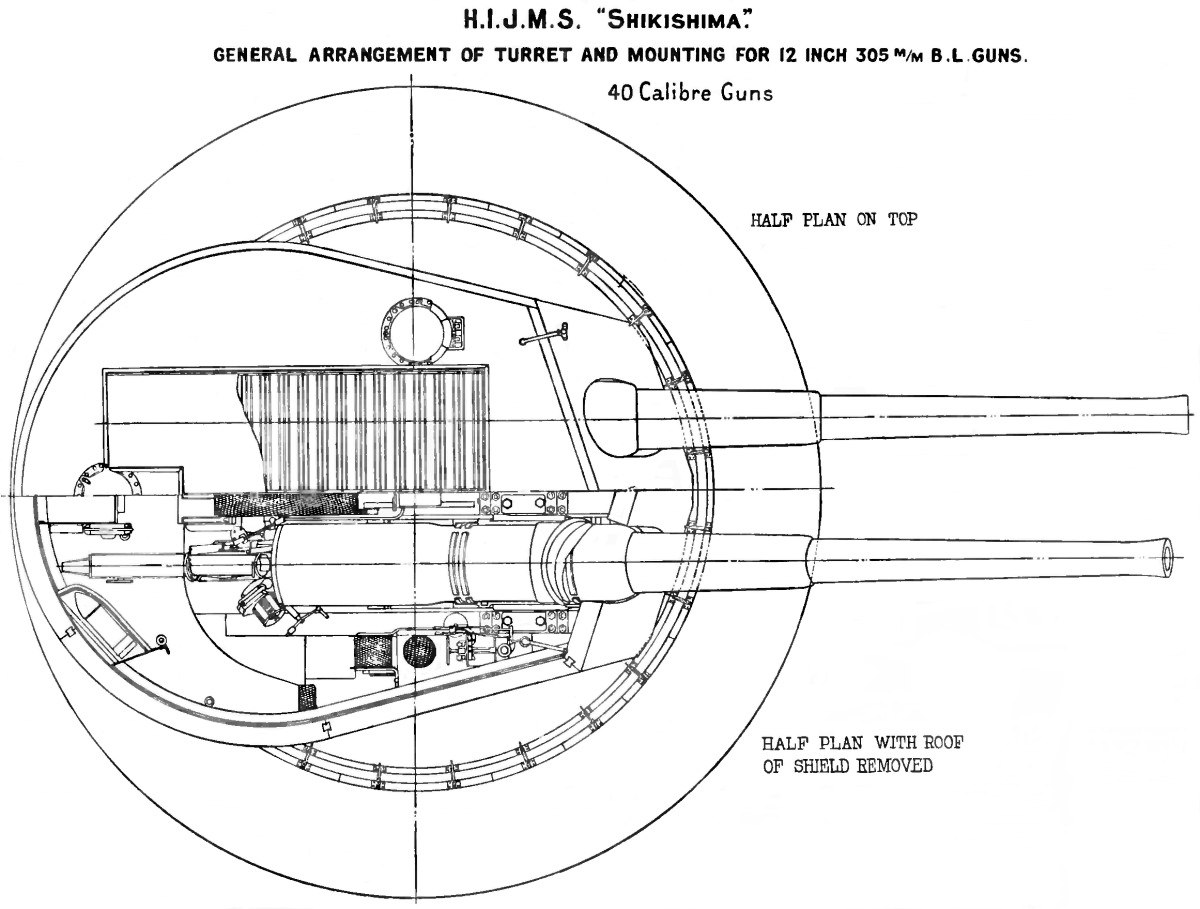
Der 12-Zoll-Turm der Shikishima-Klasse

Die Hauptbatterie der Hatsuse entsprach mit zwei Doppeltürmen mit Elswick Ordnance Company 12 Zoll (305 mm)-L/40-Type 41-Geschützen der Bewaffnung aller sechs Linienschiffe des Aufrüstungsprogramms. Sie verwendeten alle denselben Geschütztyp, die Türme waren jedoch unterschiedlich. Die Mittelartillerie bestand seit der Shikishima aus vierzehn 6 Zoll (152 mm)-L/40-Type 41-Schnellfeuergeschützen. Dazu kamen noch zwanzig 3 Zoll (76 mm)-L/40-Type 41-Zwölfpfünder, acht Dreipfünder und vier 2,5-Pfünder und bei der Hatsuse nur vier Whitehead-Torpedorohre unter Wasser.
Die Hatsuse war wie die vor ihr fertiggestellten Schiffe mit Harveystahl gepanzert. Der Seitenpanzer hatte eine Stärke von 228 mm und verjüngte sich nach vorn und oben auf 152 mm. Der Deckspanzer war 76 mm dick, verstärkt war er um die Barbetten auf 252 mm und im Bereich der Kasematten auf 127 mm. Dies war zum Zeitpunkt der Fertigstellung nicht mehr der bestmögliche Standard. Der Übergang zum gehärteten Kruppstahl wurde erst mit dem letzten Schiff der Baureihe, der Mikasa, vollzogen.
Die Maschinen waren Dreifachexpansionsdampfmaschinen auf zwei Schrauben mit Belleville-Röhrenkesseln. Bei ihren Abnahmetests konnte die Hatsuse über 18 Knoten erzielen. Anders als die zugrundeliegende Majestic-Klasse hatte sie keine Schornsteine nebeneinander, sondern wie die Shikishima drei Schornsteine hintereinander. Dies unterschied sie und ihr Schwesterschiff auch deutlich von den vier anderen Linienschiffen des Bauprogramms, die nur zwei Schornsteine hatten.

## Einsatzgeschichte
Die Hatsuse wurde am 18. Januar 1901 in Dienst gestellt und hatte eine sehr kurze Karriere. Vor der Abreise nach Japan repräsentierte sie Japan bei einer Flottenparade aus Anlass der Beerdigung der Königin Victoria.
Als die japanische Flotte am 28. Dezember 1903 nochmals umorganisiert wurde, wurde die Hatsuse Flaggschiff des 1. Geschwaders unter Konteradmiral Nashiba Tokioki in der 1. Division der 1. Flotte.

### Russisch-Japanischer Krieg

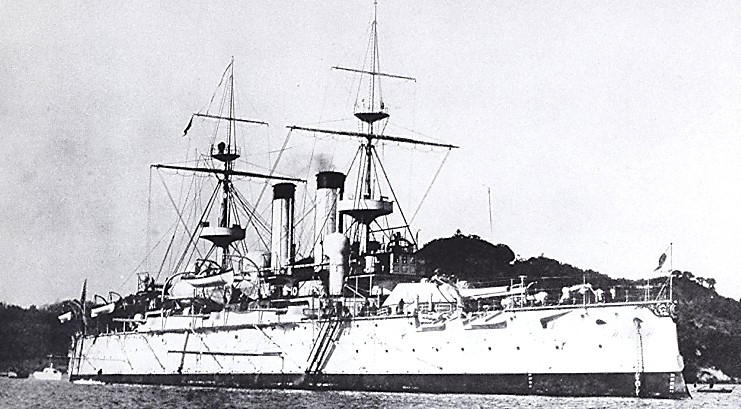
Die Yashima 1897

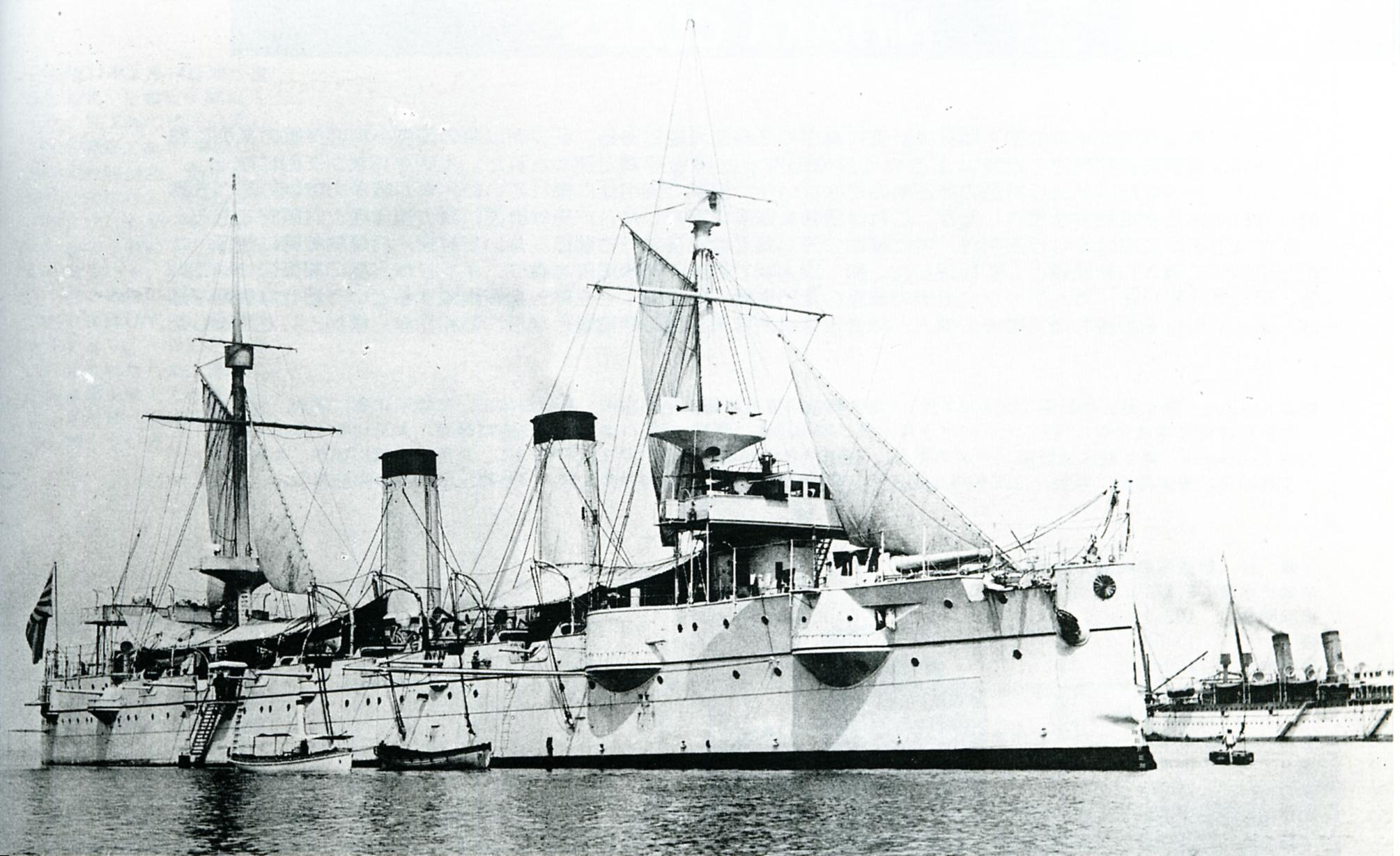
Die Kasagi 1898 in Kobe

Der Russisch-Japanische Krieg begann 1904 mit Präventivschlägen der Kaiserlich Japanischen Marine gegen das Pazifische Geschwader Russlands in Port Arthur und Chemulpo. Admiral Togos Plan für die Vereinigte Flotte richtete sich gegen Port Arthur mit der 1. Division, der alle sechs Linienschiffe des Neubauprogramms angehörten. Der nächtliche Torpedoangriff der Zerstörer machte nur drei russische Schiffe bewegungsunfähig. Beim Artillerieangriff wurde die Hatsuse wie auch drei weitere Linienschiffe, drei Panzerkreuzer und ein weiterer Kreuzer beschädigt. Insgesamt hatten die japanischen Schiffe 53 Personalausfälle, während die Russen 128 Ausfälle hatten, davon 22 Tote. Tojo brach das Gefecht ab, da er die Russen, anders als erwartet, organisiert vorfand. Nur das Linienschiff Fuji musste in die Reparatur. Die Hatsuse nahm an den Angriffen auf Port Arthur in den folgenden Monaten teil, ohne in ein Gefecht verwickelt zu werden.
Am 14. Mai 1904 lief Admiral Nashiba mit seinem Flaggschiff Hatsuse, der Shikishima und der Yashima, sowie dem Geschützten Kreuzer Kasagi und dem Torpedokanonenboot Tatsuta nach Port Arthur zur Ablösung der in der engen Blockade eingesetzten Kräfte. Am Morgen des 15. Mai erreichte der Verband Encounter Rock und marschierte weiter nach Nordwesten. 15 Seemeilen vor dem russischen Stützpunkt Port Arthur wechselte man auf einen östlichen Kurs zur Beobachtung des Hafens, der regelmäßig von den japanischen Schiffen abgelaufen wurde. Dies brachte den Verband direkt in ein Minenfeld, das der russische Minenleger Amur in der Nacht zuvor gelegt hatte.
Um 10:50 Uhr lief die Hatsuse auf eine Mine und bekam Schlagseite, da die Abteilung ihrer Rudermaschine volllief und ihre Steuerbordmaschine ganz ausfiel. Kurz darauf lief auch die Yashima, die der steuerlosen Hatsuse ausweichen musste, auf eine Mine. Um 11:30 Uhr ging die Kasagi längsseits der Hatsuse, deren Heck bereits fast unter Wasser war und die 4° Schlagseite hatte. Als die Kasagi eine Schlepptrosse übergeben hatte, erhielt die Hatsuse einen weiteren Minentreffer. Ihre Schornsteine fielen zusammen, der Hauptmast brach und das obere Deck explodierte. In 1,5 Minuten sank das Schiff auf 38° 37′ N, 121° 20′ O. Die Tatsuta und die Kasagi konnten den Admiral, Kapitän Nakao und 21 weitere Offiziere und 313 Mann retten, aber 38 Offiziere und 458 Mann starben mit dem Schiff.
Auch die schwergetroffene Yashima konnte nicht über Wasser gehalten werden und sank am Nachmittag auf dem Weg zur koreanischen Küste auf 38° 34′ N, 121° 40′ O. Über 200 Mann ihrer Besatzung starben. Die Tatsuta mit dem Admiral an Bord lief am Abend kurz vor dem vorgeschobenen Stützpunkt der Flotte bei Kuan Lun Tao auf 39° 8′ N, 122° 22′ O.
Beide Linienschiffe konnten während des Krieges nicht ersetzt werden, und auf dem Papier war die russische Flotte seitdem in der Zahl der Linienschiffe (sieben in Port Arthur), wie in der Zahl ihrer schweren Geschütze (20 gegen 16 305-mm-Kanonen) überlegen. Die Japaner versuchten, den Verlust der beiden Schiffe geheim zu halten. Er war nicht nur einer ihrer größten Verluste während des Krieges, sie befürchteten auch, dass die Kenntnis des Verlustes die japanische Öffentlichkeit hinsichtlich der Fortführung des Krieges sehr negativ beeinflussen könnte, so dass der Verlust der Yashima erst kurz vor Kriegsende bekanntgegeben wurde.
Am gleichen Tag verloren die Japaner im Gelben Meer auf 38° 7′ N, 122° 33′ O den Kreuzer Yoshino, der bei dichtem Nebel vom Panzerkreuzer Kasuga gerammt wurde und sofort kenterte. Beim Untergang des Kreuzers starben 319 Mann; nur 19 Schiffbrüchige konnten gerettet werden.
Die japanische Flotte erlitt in diesen Tagen erhebliche Verluste vor allem durch Minen. So war schon am Vortag der ungeschützte Kreuzer Miyako durch Minen auf 39° 2′ N, 121° 22′ O verloren gegangen. Auch gingen zwei Torpedoboote verloren. Am 18. Mai ging das Kanonenboot Oshima nach Kollision mit dem Kanonenboot Akagi 39° 1′ N, 121° 8′ O glücklicherweise ohne Todesopfer unter.